# Fotografski papir
Fotografski papir je papir s nanesenim materijalom osjetljivim na svjetlost, pa služi za izradu fotografija. Fotografski papiri različite su debljine i površinske strukture. Kontrastnost fotografije i broj reproduciranih tonova bitno ovise o gradaciji (takozvanoj tvrdoći) fotografskih materijala.

## Objašnjenje
Većina se klasičnih fotografskih postupaka osniva na izrazitim fotolitičkim svojstvima srebrnih soli. Među njima je temeljni, a ujedno i najstariji, negativsko-pozitivski postupak. Njime se dobivaju ne samo crno-bijele već i fotografije u boji, a može ih se izraditi na papiru ili na prozirnom filmu (dijapozitivi). Realna slika, pozitiv, dobiva se ponavljanjem postupka, odnosno kontaktnim kopiranjem ili projekcijskim povećavanjem negativa i kopiranjem na fotografski papir te ponovnim razvijanjem i fiksiranjem. Mogućnost izradbe neograničenog broja kopija istoga pozitiva velika je prednost tog postupka.
Fotografija u boji dobiva se upotrebom fotografskog materijala na kojem je emulzija građena troslojno: jedan je sloj osjetljiv na plavi dio spektra, drugi na zeleni, a treći na crveni. Negativsko-pozitivskim postupkom, nakon kemijske obradbe filma, dobiva se prozirni negativ u komplementarnim bojama, to jest plava boja reproducirana je žuto, zelena purpurno, a crvena modrozeleno. Projiciranjem negativa na fotografski papir kroz sustav filtara, na temelju suptraktivne sinteze boja, dobiva se pozitiv s realnim zapisom boja. Tijekom izrade fotografija u boji nije moguće kreativno utjecati (za razliku od crno-bijeloga negativsko-pozitivskog postupka) pa se one najčešće izrađuju automatski.